# شبگردان هندی
شبگردان هندی (نام علمی: Tarsiidae) نام یک تیره از راسته نخستی‌سانان است.